# العلاقات الباربادوسية البيلاروسية
العلاقات الباربادوسية البيلاروسية هي العلاقات الثنائية التي تجمع بين باربادوس وروسيا البيضاء.

## مقارنة بين البلدين
هذه مقارنة عامة ومرجعية للدولتين:
| وجه المقارنة                                              | باربادوس       | روسيا البيضاء                    |
| --------------------------------------------------------- | -------------- | -------------------------------- |
| المساحة (كم2)                                             | 439            | 207.60 ألف                       |
| عدد السكان (نسمة)                                         | 285.72 ألف     | 9.50 مليون                       |
| الكثافة السكانية (ن./كم²)                                 | 65.08 ألف      | 45.76                            |
| العاصمة                                                   | بريدج تاون     | مينسك                            |
| اللغة الرسمية                                             | لغة إنجليزية   | اللغة البيلاروسية، اللغة الروسية |
| العملة                                                    | دولار بربادوسي | روبل بلاروسي                     |
| الناتج المحلي الإجمالي (بليون دولار)                      | 4.80 مليار     | 54.44 مليار                      |
| الناتج المحلي الإجمالي (تعادل القوة الشرائية) بليون دولار | 4.66 مليار     | 168.35 مليار                     |
| الناتج المحلي الإجمالي الاسمي للفرد دولار أمريكي          | 15.43 ألف      | 5.74 ألف                         |
| الناتج المحلي الإجمالي للفرد دولار أمريكي                 | 16.06 ألف      | 18.18 ألف                        |
| مؤشر التنمية البشرية                                      | 0.795          | 0.798                            |
| رمز المكالمات الدولي                                      | +1246          | +375                             |
| رمز الإنترنت                                              | .bb            | .by، .бел                        |
| المنطقة الزمنية                                           | 00             | ت ع م+03:00                      |

## منظمات دولية مشتركة
يشترك البلدان في عضوية مجموعة من المنظمات الدولية، منها:
| علم المنظمة | اسم المنظمة                               | تاريخ انضمام باربادوس | تاريخ انضمام روسيا البيضاء |
| ----------- | ----------------------------------------- | --------------------- | -------------------------- |
|             | مؤسسة التمويل الدولية                     | 25 يونيو 1980         | 2 نوفمبر 1992              |
|             | منظمة حظر الأسلحة الكيميائية              | ?                     | ?                          |
|             | الأمم المتحدة                             | 9 ديسمبر 1966         | 24 أكتوبر 1945             |
|             | الاتحاد الدولي للاتصالات                  | 16 أغسطس 1967         | 7 مايو 1947                |
|             | منظمة الشرطة الجنائية الدولية             | ?                     | ?                          |
|             | البنك الدولي للإنشاء والتعمير             | 12 سبتمبر 1974        | 10 يوليو 1992              |
|             | الاتحاد البريدي العالمي                   | ?                     | ?                          |
|             | المركز الدولي لتسوية المنازعات الاستشارية | 1 ديسمبر 1983         | 9 أغسطس 1992               |
|             | وكالة ضمان الاستثمار متعدد الأطراف        | 12 أبريل 1988         | 3 ديسمبر 1992              |
|             | يونسكو                                    | 24 أكتوبر 1968        | 12 مايو 1954               |

## وصلات خارجية
- موقع وزارة الخارجية الباربادوسية
- موقع وزارة الخارجية البيلاروسية